# چیمیانکا
چیمیانکا (به لهستانی:  Ciemianka) یک روستا در لهستان است که در گمینا گرابووو واقع شده‌است. چیمیانکا ۱۷۶ نفر جمعیت دارد.